# Pseudodistoma aureum
Pseudodistoma aureum är en sjöpungsart som först beskrevs av Brewin 1957.  Pseudodistoma aureum ingår i släktet Pseudodistoma och familjen Pseudodistomidae. Inga underarter finns listade i Catalogue of Life.